# グレイ・テレビジョン
グレイ・テレビジョン株式会社（Gray Television, Inc.）は、アメリカ・ジョージア州アトランタに拠点を置く、ローカルテレビ局の運営会社。1946年にジェームズ・ハリソン・グレイによってグレイ・コミュニケーションズ・システムズ（Gray Communications Systems）として設立され、全米113の市場で180のテレビ局を所有、または運営している。保有・運営するテレビ局はアトランタ、フェニックス、クリーブランドのような大都市圏から、全米に約200あるメディア市場の最小規模の地域で構成されている。
2010年以降、企業買収（M&A）により保有局を増やし、2021年にメレディスのローカルメディア部門とクインシー・メディアを買収した後はネクスターに次ぐ、全米2位のローカルテレビ局のオーナーとなった。また、保有するテレビ局は中小規模の都市・地域にある3大ネットワーク（ABC、NBC、CBS）加盟局が多く、グレイ自身は「全米で地域No.1のテレビ局を最も多く保有している」と自認している。

## 歴史
ジェームズ・H・グレイは第二次世界大戦から戻った後の1946年、ヘラルド・パブリッシング・カンパニーを買収し、メディア界に進出した。グレイは1954年にジョージア州オールバニに地域初のテレビ局、WALB-TVを開局。1960年にはフロリダ州パナマシティにあるWJHG-TV、1967年にはルイジアナ州モンローとアーカンソー州南部を放送エリアとするWTVEを買収した。
1986年にグレイは亡くなり、彼の50.5%の株式を、一緒に事業を運営するか、お互いに株式を売却するか、一緒に売却することを条件としていた子供達のために信託として残した。3人のうち2人が売却を希望し、3人目が購入できなかったため、問題が発生した。1991年、膠着状態を打破するために、取締役会は会社に株式の25%を購入させた。

### グレイ・コミュニケーションズ・システムズ
その後、1992年第2四半期にNASDAQの小型株市場に上場した。1株あたりの価格は8ドルに下落した。1992年末までに自社またはその一部を売却しました。取締役会は約40件のオファーを受け取ったが、ブル・ラン・コーポレーション（Bull Run Corporation）はグレイ兄弟の残りの株式を購入し、グレイ兄弟は取引の一環として取締役を辞任した。
3つのテレビ局全てに新しい管理が導入された。主にJ・マック・ロビンソンが所有するブル・ラン・コーポレーションは、グレイを南東部地域のメディア企業にすることを決定し、その焦点をジョージア州を超えて拡大した。ケンタッキー・セントラル生命保険会社の起業者ガーヴィス・キンケイド（Garvice Kincaid）による売却に対する法廷での異議申し立ての後、1994年9月に政府が押収した失敗に終わったケンタッキー・セントラルから2つのテレビ局（WKYT-TVとWYMT）を購入した。
1994年と1995年に、グレイは「ロックデール・シチズン」（1994年5月31日に買収）と「グウィネット・ポスト・トリビューン」（Gwinnett Post-Tribune、1995年1月に買収、すぐに「グウィネット・デイリー・ポスト」（Gwinnett Daily Post）に改称) の2つの新聞と、7つの広告週刊紙を購入した。1995年、同社は株式上場をニューヨーク証券取引所に移した。この時までに、ロビンソンは、直接またはブル・ランを通じて、会社の株式の44%を所有していた。グレイは、テレビがより多くの収入を生み出し、新聞の収入が減少している間、新聞の保有よりもテレビ局セグメントに焦点を合わせ始めていた。1996年1月には、「デイリー・ポスト」のスタッフが2倍になった僅か数ヶ月後に3分の1が解雇され、「オールバニ・ヘラルド」のスタッフの4分の1が解雇された。1995年後半の企業社長から「シチズンズ」の編集者及び発行者に至るまで、新聞社のリーダーはこの時期に辞職した。
| 会計年度 | 収益 （百万） | 当期純利益（損失） （百万） |
| -------- | ------------- | --------------------------- |
| 1994年   | $36.5         | $2.8                        |
| 1995年   | 58.6          | .9                          |
| 1996年   | 79.3          | 2.5                         |
| 1997年   | 103.5         | （1.4）                     |
| 1998年   | 128.8         | 41.6                        |
| 1999年   | 143.9         | （6.3）                     |
| 2000年   | 120.6         | （6.2）                     |
| 2001年   | 106.4         | （13.3）                    |
| 2002年   | 146.7         | （27.8）                    |
| 2003年   | 243.0         | 14.0                        |
| 2004年   | 293.2         | 44.2                        |
| 2005年   | 261.5         | 3.3                         |
| 2006年   | 332.1         | 11.7                        |
| 2007年   | 307.2         | （23.1）                    |
| 2008年   | 327.1         | （202.0）                   |
| 2009年   | 270.3         | （23.0）                    |
| 2010年   | 346.0         | 23.1                        |
| 2011年   | 307.1         | 9.0                         |
| 2012年   | 404.8         | 28.1                        |
| 2013年   | 346.2         | 18.2                        |
| 2014年   | 508.1         | 48.0                        |
| 2015年   | 597.3         | 39.3                        |
| 2016年   | 812.4         | 62.2                        |
| 2017年   | 882.7         | 261.9                       |
| 2018年   | 1,084.1       | 210.8                       |

1996年、グレイはテレビ局を追加すると同時に、通信業界の新たなセグメントに参入した。同年に「フォーチュン」誌によって48%の成長率を持つ81番目に急成長している企業と見なされた。WRDW-TVは1996年1月に購入された。1996年9月にファースト・アメリカン・メディア株式会社（First American Media, Inc.）からのバスケット購入により、グレイは2つのテレビ局（WCTVとWVLT-TV）、リンクス・コミュニケーションズ（Lynqx Communications）とPortaPhoneページングビジネスと改名されたサテライト（Satellite）とプロダクション・ビジネス・サービス（Production Business Services）を取得した。
1996年8月と9月に、様々な手段で追加の運営資金を調達した。同年8月20日、KTVEは現金と売掛金で売却された。グレイは9月にB種普通株（公募）、優先劣後債、優先株を発行・売却した。また、新しい銀行信用枠が手配された。これにより、会社の利用可能な資金は合計で5億3,450万ドルになり、4億950万ドルが直接利用可能になった。
また、1996年9月には、新たに社長兼CEOに就任したラルフ・ギャバード（Ralph Gabbard）が心臓発作で50歳で亡くなった。ブル・ランの会長であるロビンソンが暫定CEO兼社長に就任し、ブル・ランCEOのロバート・プラザー（Robert Prather）が買収担当の暫定エグゼクティブ・バイス・プレジデントに就任した。
追加の資金により、グレイは1997年も購入を続け、1月と2月に2つの発表を行った。同年4月にルイジアナ州バトンルージュに拠点を置く可搬型衛星アップリンクビジネスであるガルフリンク・コミュニケーションズ株式会社（Gulflink Communications, Inc.）を買収し、リンクスと提携した。レイコム・メディアがアフラック・ブロードキャスト・グループ株式会社から放送局を買収したため、WITN-TVをグレイに売却せざるを得なくなり、1997年8月1日に最終決定された。「グウィネット・デイリー・ポスト」は、1997年にジェネシス・ケーブル・コミュニケーションズ（Genesis Cable Communications）との契約により発行部数を増やし、ジェネシスの費用でアトランタ都市圏の加入者に新聞を提供した。
1998年に、グレイは南東部地域を超えて拡大し始めた。KOLN、KGIN-TV、WEAUを所有していたブッセ・ブロードキャスティング・コーポレーション（Busse Broadcasting Corporation）の買収に同意したためである。ジョージア州オールバニにある新聞とテレビ局のグレイの所有権は、この潜在的な購入のために、FCCのメディア相互所有権規則の下で調査された。したがって、WALBは1998年8月にリバティ・コーポレーション（Liberty Corp.）のコスモス・ブロードキャスティング（Cosmos Broadcasting）に売却された。
2002年、ロビンソンは会長兼CEOに、副会長・プラサー社長兼COOが義理の息子のヒルトン・ハウエルが、上級副社長にジム・ライアンが就任した。同社が倒産している間、彼らはグレイに14のベネデク・ブロードキャスティング所有局を購入させた。

### グレイ・テレビジョン

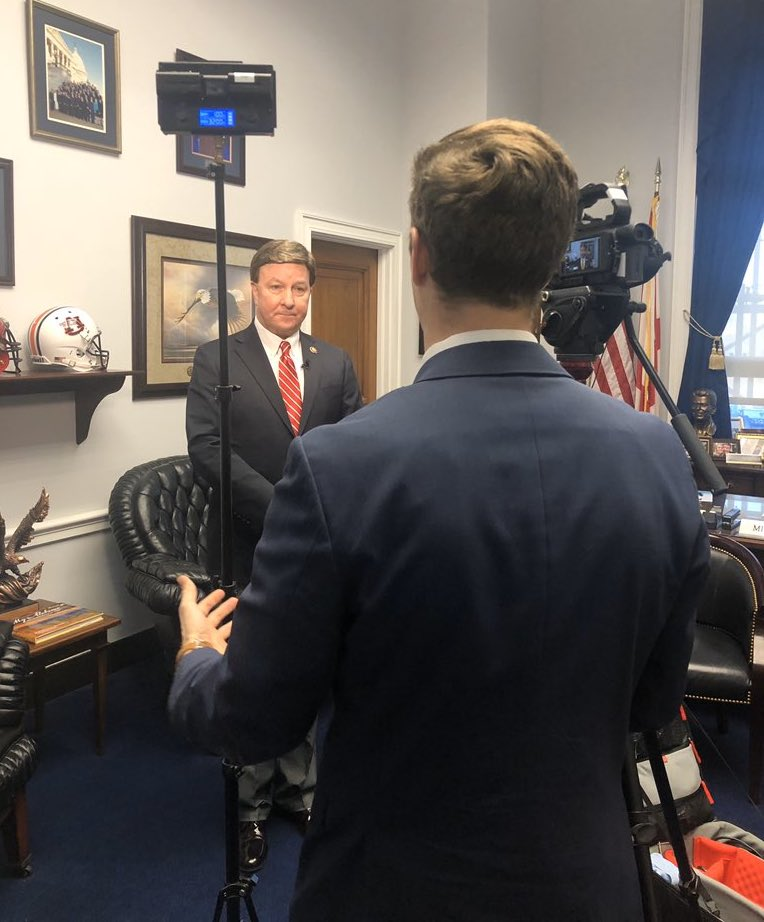
2020年にグレイ・テレビジョンのピーター・ザンパのインタビューを受ける下院議員のマイク・ロジャーズ。

2006年に、同社は5つの日刊紙とワイヤレスメッセージ事業を新たに形成されたトリプル・クラウン・メディア（Triple Crown Media）に分割し、後に（2010年に）サザン・コミュニティ・ニュースペーパーズ（Southern Community Newspapers）と改名した。大学の町や首都で放送局を購入するという新しい戦略が実施された。
2つの放送局に過大な支払いをしており、大不況に突入した他の多くの放送局グループと同様に過剰に活用されていた。広告収入は激減した。双子の問題により、同社の株価は2008年に最低の16セントで取引されたため、NYSEは上場廃止にする可能性があると示唆した。融資制限条項は、会社を債務不履行に追い込む可能性がありました。ロビンソンは2008年に辞任し、代わりにハウエルが就任した。
2009年7月30日、グレイはヤング・ブロードキャスティングが所有する7つの放送局を管理する契約を獲得した。2012年12月31日までに、220万ドルを稼ぎ、特定のパフォーマンス目標を超えた場合、追加の指定インセンティブ料金を獲得する機会を得た。
プラサーは2013年に退職し、ハウエルが社長の肩書きを引き継いだ。同年11月4日、グレイ・テレビジョンはイエローストーン・ホールディングス（Yellowstone Holdings）を2,300万ドルで購入し、KGNS-TV、KGWN、KCWY、KCHY-LPのローカル放送局を追加すると発表した。3週間後の11月20日、グレイはホーク・メディアとパーカー・ブロードキャスティング（Parker Broadcasting）を3億3,500万ドルで買収し、ノースダコタ州のFOX系列局KNDX/KXNDを750万ドルで買収すると発表した。契約の一環として、放送局KAQY、KHAS-TV、KXJBがエクスカリバー・ブロードキャスティング（Excalibur Broadcasting）に売却され、「ローカルマーケティング契約」に基づいてグレイが運営することが提案された。同年12月19日、放送局KREX-TVとWMBBがネクスター・ブロードキャスティング・グループに売却され、KFQXがミッション・ブロードキャスティングに売却されることが発表された。2014年3月25日、KNDX/KXNDの所有者であるプライム・シティーズ・ブロードキャスティング（Prime Cities Broadcasting）は、FCCに対して KNDX/KXNDのエクスカリバーへの売却を却下するよう要求した。
売却は2014年6月13日に完了した。しかし、共同販売契約に関するFCCの裁定の後、一部の放送局は規制当局の承認を得ることができなかったため、一部の局は放送を中止せざるを得ず、その番組は隣接チャンネルのマルチキャストストリームに移動された。これらの停波放送局は、FCCの承認を待って、少数株主に売却された。
2014年7月24日、SJLブロードキャスティングは、WJRT-TVとWTVGを1億2,800万ドルでグレイに売却すると発表した。売却は同年9月15日に完了した。
2015年7月、オールバニの会計・人事オフィス（オールバニ・ヘラルドと同じ建物内）を閉鎖し、アトランタの企業事務所と統合した。
2015年9月、シュルツ・コミュニケーションズのテレビ局とラジオ局を4億4,250万ドルで買収すると発表した。また、アイオワ州シーダーラピッズにあるKCRG-TVを、1953年の開局から所有していた地元のガゼット・カンパニーから購入した。
2016年1月、グレイ・テレビジョンは元APTVジャーナリストのジャクリーン・ポリカストロ（Jacqueline Policastro）が率いる全国ニュース支局をワシントンD.C.に開設した。同支局は、グレイの地方放送局の全国的な政治問題の報道を強化するように設計された。
2016年5月13日、ウェストバージニア州クラークスバーグのWDTVとWVFXをウィザーズ・ブロードキャスティングから2,650万ドルで買収すると発表した。同年6月3日、ネクスターとメディア・ゼネラルの合併からスピンオフしたアイオワ州ダベンポートのKWQC-TVと、ウィスコンシン州グリーンベイのWBAY-TVの2つの放送局を2億7,000万ドルを買収することが発表された。2017年2月16日、メイン州バンゴーのWABI-TVとフロリダ州ゲインズビルのWCJB-TVをダイバーシファイド・コミュニケーションズから8,500万ドルで買収すると発表した。同年5月4日、マウント・マンスフィールド・テレビジョン（Mount Mansfield Television）からバーモント州バーリントンにあるWCAX-TVを2,900万ドルで買収する意向を発表した。
2017年4月、グレイ・テレビジョンはファウンド・フッテージ・フェスティバルの創設者であるニック プルーハーとジョー ピケットに対して、グレイ所有局の朝の番組に偽のストロングマンアクト「チョップ・アンド・スティール（Chop and Steele）」として出演を予約し、番組中に映像を利用した後、詐欺と著作権侵害で訴訟を起こした。両当事者は後に和解に合意した。
2018年5月21日、レガシー・ブロードキャスティングからKNHLを47万5,000ドルで買収する契約を結んだ。グレイは、KNHLをNBC系列局のKSNB-TVのサテライトにするつもりだった。
2018年6月25日、規制当局の承認待ちで、レイコム・メディアを36億5,000万ドルで買収する意向を発表した。合併後の会社は、レイコムの現在の社長兼CEOであるパット・ラプラトニーが率い、現在グレイのCEOであるヒルトン・ハウエルが会長兼共同CEOを務める。同年後半に完了すると予想していたこの買収により、グレイは92の市場で142の放送局を獲得し、アメリカ国内で3番目に大きいテレビ局の所有者となり、総市場シェアは24%になった。
グレイは、買収が規制当局の承認を迅速に受けるだろうと予見していたが、2つの企業間の市場の重複が限定的であり、買収後の総市場範囲がまだ比較的小さいためである。グレイとレイコムが既に所有していた市場で、WTNZ、WTOL、KXXV、WTXL、WFXG、KWES-TV、WPGX、WSWG、WDFX-TVを含む9つの放送局を売却した。この販売は、2018年12月20日にFCCによって承認された。取引は2019年1月2日に完了した。
2019年4月24日に、ザ・ナッシュビル・ネットワークの元所有者ライマン・ホスピタリティ・プロパティーズの子会社であるグランド・オール・オプリ・エンターテイメント・グループ（Grand Ole Opry Entertainment Group）との合弁事業を発表した。このサービスは、ブロードキャストデジネットとOTTストリーミングプラットフォームで構成される。合弁会社は、ゼネラルマネージャーのドリュー・リーフェンバーガー（Drew Riefenberger）の下、ナッシュビルに拠点を置いている。グレイは、配給及びマーケティング能力、マルチキャストの知識、グレイ所有テレビ局の関連会社に貢献した。サークルテレビネットワークは2020年1月1日に開始された。
2021年2月1日、クインシー・メディアの全ての放送資産を9億2,500万ドルの現金で買収する意向を発表した。連邦規制当局に準拠するために、グレイはツーソン、イリノイ州ハリスバーグ、アイオワ州ウォータールー/シーダーラピッズ、マディソン、ラクロス、ウィスコンシン州のウォーソーにあるクインシーの放送局をアレン・メディア・グループに売却した。グレイによるクインシー・メディアの買収は同年8月2日に完了した。
2021年3月、ジョージア州アトランタ郊外のドラビルにある閉鎖されたゼネラルモーターズの工場を購入し、その場所を「Assembly」と呼ばれるメディア制作コミュニティに変える計画を明らかにした。この「スタジオシティ」には、複数の映画スタジオのほか、アパート、タウンホーム、ホテル、企業のオフィス、レストラン、小売スペースが含まれる予定である。同年9月、ドラヴィルに拠点を置くサード・レール・スタジオ（Third Rail Studios）を2,750万ドルで購入した。
2021年5月3日、メレディス・コーポレーションのテレビ部門を27億ドルで買収する計画を発表した。承認された場合、WJRT-TVを売却して、メレディスが所有する競合局WNEM-TVを買収する。アレン・メディア・グループがフリントのWJRT-TVを7,000万ドルで購入することが明らかになった。売却は同年12月1日に完了した。

## 資産
- サークル（英語版）（2020年）ライマン・ホスピタリティ・プロパティーズとの合弁放送ネットワーク
- レイコム・スポーツ（英語版）
- RTMスタジオ
  - 『PowerNation（英語版）』（グレイの系列局の多くでのシンジケーションのための自動車趣味番組）
- テュペロ・ハニー

## ヤング・ブロードキャスティング所有局の運営
2009年7月22日、ニューヨーク州の破産判事は、ヤング・ブロードキャスティングとその放送局の所有権を会社の担保付きの貸し手に譲渡する計画を承認した。この計画には、2012年12月までの7つの市場でヤングが所有する放送局の運営について助言するために、グレイ・テレビジョンが外部の当事者として参加することが含まれていた。新しいヤング・ブロードキャスティングは、番組編成や人員を含め、放送局全体の運営について最終的な決定権を保持していた。
グレイ・テレビジョンが管理する元ヤング所有の放送局は次の通り。
- テネシー州ナッシュビルのWKRN-TV（英語版）
- ニューヨーク州オールバニのWTEN、マサチューセッツ州アダムズ（英語版）の中継局WCDC-TV（英語版）、WXXA-TV（英語版）によるSSA
- バージニア州リッチモンドのWRIC-TV（英語版）
- ウィスコンシン州グリーンベイのWBAY-TV（英語版）
- アイオワ州ダベンポートのKWQC-TV（英語版）
- サウスダコタ州スーフォールズのKELO-TVとサウスダコタ州中の中継局
- ルイジアナ州ラファイエットのKLFY-TV（英語版）

ヤング・ブロードキャスティングは、グレイが運営しないカリフォルニア州サンフランシスコのKRON-TV、テネシー州ノックスビルのWATE-TV、ミシガン州ランシングのWLNS-TVの3つの放送局を含む全ての放送局の所有権を保持し、後者の2つは、グレイがこれらの市場で既に放送局を所有しているためである。グレイは、グループが市場に出た場合、ヤング所有局を購入する可能性を検討した。
契約は2012年12月31日に延長されることなく終了し、ヤングは2013年半ばにメディア・ゼネラルとの合併に合意した。ネクスター・ブロードキャスティング・グループは既に各市場でWHBF-TVとWFRV-TVを所有していたため、2017年にネクスターがメディア・ゼネラルを買収した際、グレイは最終的にKWQCとWBAYを完全に購入することになった。当時、グレイは既にスーフォールズのライバル局であるKSFYを買収していた。また、レイコム・メディアとの合併に続いて、2019年にWWBTを買収した際にリッチモンド市場に再参入し、メレディス・コーポレーションのテレビ資産を取得した後、2021年にWSMV-TVでナッシュビル市場に再参入する予定である。

## ワシントンニュース支局
2016年1月20日までに、グレイはジャクリーン・ポリカストロによってワシントンニュース支局を設立し、放送局がコミュニティに奉仕するアメリカ議会の上院議員や下院議員にインタビューできるようにした。この支局は、以前にポリカストロによって開始されたリリー・ブロードキャスティングのワシントン支局と協力しており、400 ノース・キャピトル・ストリートのNBCニュースキャピトル・ヒル支局にある。2019年2月、受賞歴のあるジャーナリストのグレタ・ヴァン・サステレンがチーフ全国政治アナリストとして入社したことを発表した。その後、同年4月に、9月に開始された日曜日朝のシンジケート番組『フル・コート・プレス・ウィズ・グレタ・ヴァン・サステレン（Full Court Press with Greta Van Susteren）』のホストとしてグレタ・ヴァン・サステレンを発表した。